# Fritz Butz
Fritz Butz (né le 5 mai 1909 à Wasseralfingen, mort le 9 novembre 1989 à Schwerzenbach) est un décorateur suisse.

## Biographie
Sa famille s'installe à la veille de la Première Guerre mondiale en 1914 en Suisse, à Olten. En 1916, elle déménage à Saint-Gall. La mère Butz ouvre une boutique de tailleur, tandis que le père part à la guerre pour l'Allemagne. En 1927, il a sa première exposition. De 1929 à 1931, il étudie à l'Akademie Weißendorf à Stuttgart. Il est ensuite dessinateur et peintre et travaille pour des entreprises comme SBB, Swissair, le magazine Annabelle ou le Spiegel suisse.
En 1934, il conçoit les décors de petits théâtres et notamment le Cabaret Cornichon jusqu'en 1949. De 1938 à 1941, il crée les décors des revues et spectacles du Corso-Theater et d'autres cabaret comme Kom(m)ödchen. En 1948, il est employé par le Schauspielhaus de Zurich pour une trentaine d'œuvres jusqu'en 1977. Il travaille aussi pour le Theater in der Josefstadt et le Schillertheater. Butz prend sa retraite en 1981 et se consacre à la peinture.
Butz commence une carrière en 1940 puis préfère finalement le théâtre en 1943.
Il obtient la nationalité suisse en 1946.

## Filmographie
- 1940 : Ist Dr. Ferrat schuldig? (Dilemma)
- 1941 : Gilberte de Courgenay
- 1941 : Romeo und Julia auf dem Dorfe
- 1941 : Landammann Stauffacher
- 1942 : Gens qui passent
- 1942 : Steibruch
- 1961 : Seelische Grausamkeit
- 1965 : Annie Get Your Gun

## Source de la traduction
- (de) Cet article est partiellement ou en totalité issu de l’article de Wikipédia en allemand intitulé « Fritz Butz » (voir la liste des auteurs).